# Malvastrum hillii
Malvastrum hillii är en malvaväxtart som beskrevs av P.A. Fryxell, J.L. Leon de la Luz och M. Dominguez L.. Malvastrum hillii ingår i släktet Malvastrum och familjen malvaväxter. Inga underarter finns listade i Catalogue of Life.